# 右卫满族镇
右卫满族镇，是中华人民共和国辽宁省锦州市凌海市下辖的一个乡镇级行政单位。

## 行政区划
右卫满族镇下辖以下地区：
右东村、右西村、西彭村、小马东张村、西网东网村、大康村、苗屯昌盛村、大王大黄村、大马村和小黄东岳村。